# Gran Orden del Rey Petar Krešimir IV
La Gran Orden del Rey Petar Krešimir IV (en croata: Velered kralja Petra Krešimira IV.), o más a fondo la Gran Orden del Rey Petar Krešimir IV con la Faja y la Estrella de la Mañana (Velered kralja Petra Krešimira IV. s lentom i Danicom), es una orden de la República de Croacia. Ocupa el tercer lugar en el orden de precedencia de Croacia después de la Gran Orden de la Reina Jelena. El próximo rango es la Gran Orden del Rey Zvonimir Dmitar. La orden había sido establecido el 20 de junio de 1992, y se reconstituyó el 1 de abril de 1995.
Sólo los funcionarios de alto rango del Estado, funcionarios extranjeros y funcionarios militares de alto rango son elegibles para este fin.
Lleva el nombre del rey Pedro Krešimir IV de Croacia.

## Notables beneficiarios

### Funcionarios extranjeros
- Roland Ertl[4]
- George Robertson[5]
- Jaap de Hoop Scheffer[6]

### Dirigentes croatas
- Josip Lucić[7]
- Petar Stipetić[8]
- Martin Špegelj[9]
- Anton Tus[9]
- Vlatko Pavletić[10]
- Zlatko Mateša[10]
- Zvonimir Červenko[11]
- Janko Bobetko[12]
- Žarko Domljan[12]
- Franjo Gregurić[12]
- Nedjeljko Mihanović[12]
- Hrvoje Šarinić[12]
- Vladimir Šeks[13]
- Gojko Šušak[12]
- Nikica Valentić[12]